# Opius dicolatus
Opius dicolatus är en stekelart som beskrevs av Fischer 1983. Opius dicolatus ingår i släktet Opius och familjen bracksteklar. Inga underarter finns listade i Catalogue of Life.